# 安大略 (加利福尼亞州)
安大略（Ontario），是一座位於美國加利福尼亞州東南部聖伯那迪諾縣的城市。根據2010年人口普查，這個城市共有人口163,924人。

## 地標
著名地标有：大洛杉磯地區的第二大國際機場──洛杉磯/安大略國際機場，以及由米尔斯公司(Mills Corporation)建立的南加州最大購物中心──安大略米尔斯購物中心/十个门购物中心（Ontario Mills Shopping Mall）。舊「安大略賽車場」（Ontario Motor Speedway）也位於此，但該賽道拆除後原址現已被開發成其他商業用途。

## 歷史
安大略是以1882年建立的「安大略示範都市」（Ontario Model Colony）而名，當時來自加拿大的示範都市工程師George Chaffey和William Chaffey以他們的故鄉加拿大安大略省來命名這個新聚落，並一直沿用至今。以他们命名的Chaffey College最初在1883年建于此地，后移至库卡蒙格牧场。